# William Long
William Joseph Long, född North Attleborough, Mass., 3 april 1867, död 1952, var en amerikansk författare.
Long skrev populära skildringar över djurlivet som Wilderness ways (1900, svensk översättning 1915, 3:e upplagan 1926), Secrets of the woods (1901, svensk översättning 1912, 2:a upplagan 1923), School of the woods (1902, svensk översättning 1912), samt Wood folk comedies (1920, svensk översättning 1921).

## Fotnoter
1. ↑  Who's who in America, cited in (English) William J. Long and his book - a pamphlet [1903], p. 3